# Mesini (stanowisko archeologiczne)

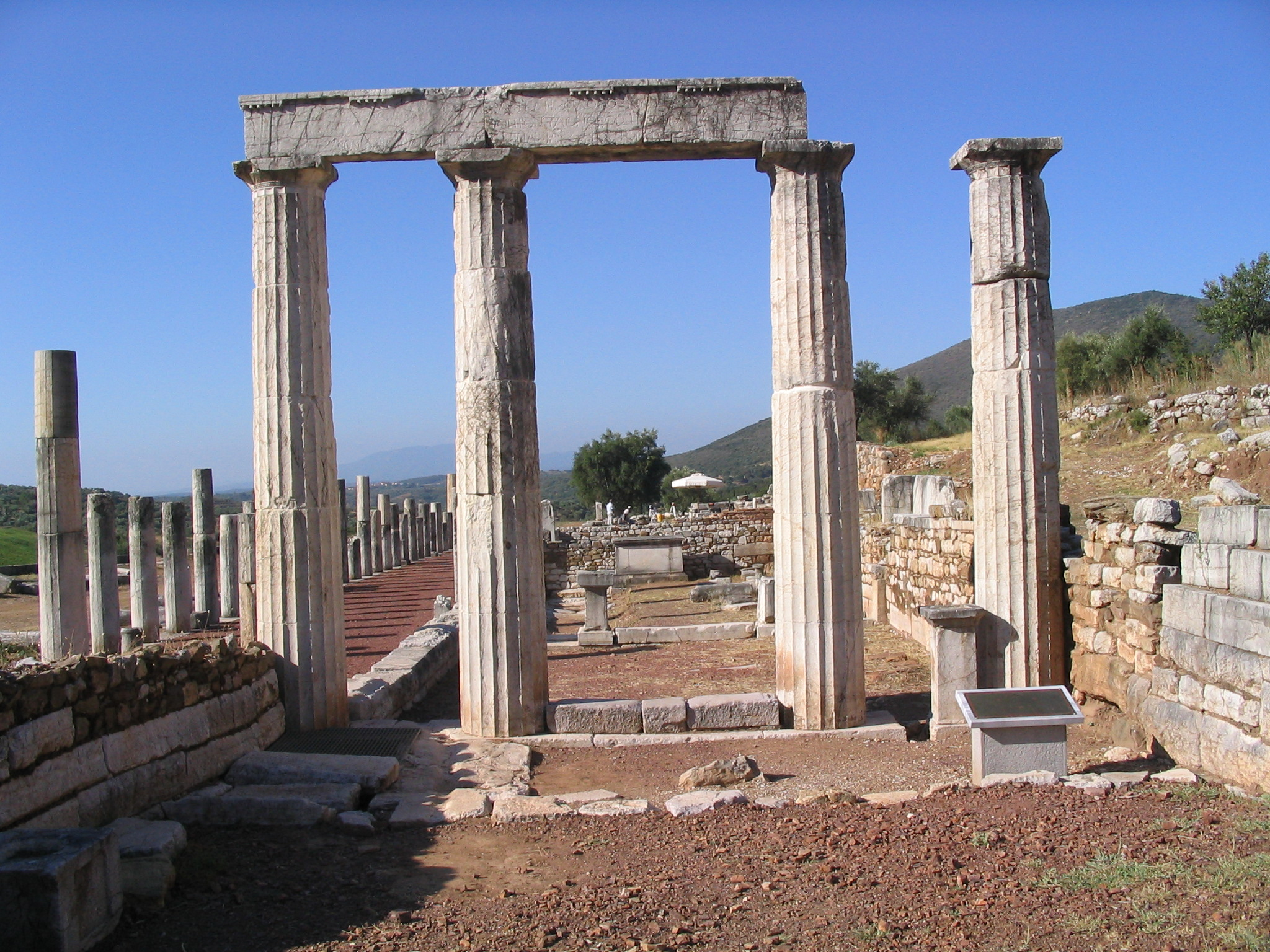
Portyk na terenie stanowiska archeologicznego Mesini

Mesini (gr. Αρχαία Μεσσήνη) – stanowisko archeologiczne w Grecji, w administracji zdecentralizowanej Peloponez, Grecja Zachodnia i Wyspy Jońskie, w regionie Peloponez, w jednostce regionalnej Mesenia, w gminie Mesini. 
Położone jest na terenie wioski Mawromati, około 21 km od współczesnej miejscowości Mesini.